# Hackmora
Hackmora är en by i Rönnäs fjärding, Leksands socken, Leksands kommun.
Byn omtalas första gången 1602, då det finns uppgift om en röjning med gärdesgård och lada i 'Hakemora'. Dock nämns då ingen bebyggelse. I fäbodinventeringen 1663-64 upptas en fäbodbrukare från Tibble i Hackmora. Enligt Holstenssons karta fanns en bofast bonde här. Även enligt en roteringtabell från 1682 upptas en bofast bonde. Byn verkar dock ha fortsatt varit sporadiskt bofast bebyggd, och under 1700-talet verkar den främst ha fungerat som hemfäbod. 
Vid storskiftet på 1820-talet fick Hackmora en bofast gård, den sydligaste i byn. Samtidigt fanns 16 fäbodgårdar. Därefter ökar undan för undan till att som mest ha 8 bofasta bönder, för att sedan åter under 1900-talet minska. 1970 fanns 4 bofasta gårdar kvar. Sista fäbodvistelse i byn var 1930. På 1980-talet fanns 4 fäbodgårdar kvar. 7 moderna sommarstugor hade då också tillkommit.